# Amphenol
Amphenol (acrónimo de American Phenolic Corp.) es una empresa estadounidense dedicada a los sistemas de interconexión en el mercado militar y aeroespacial. Amphenol ofrece una gama completa de servicios de diseño requeridas para soportar las aplicaciones del cliente: diseño y modelado, la aplicación de la ingeniería, la fabricación, el valor añadido de montaje y pruebas. Junto con la mayor oferta de interconexión en el mercado.

## Historia
Amphenol fue fundada en el año 1932 en Chicago por el empresario Arthur Schmitt, cuyo primer producto fue un tubo Socket. Amphenol se expandió significativamente durante la Segunda Guerra Mundial, cuando la compañía se convirtió en el principal fabricante de conectores utilizados en equipamiento militar, incluyendo aviones y radios. De 1967 a 1982 fue parte de Bunker Ramo Corporation.

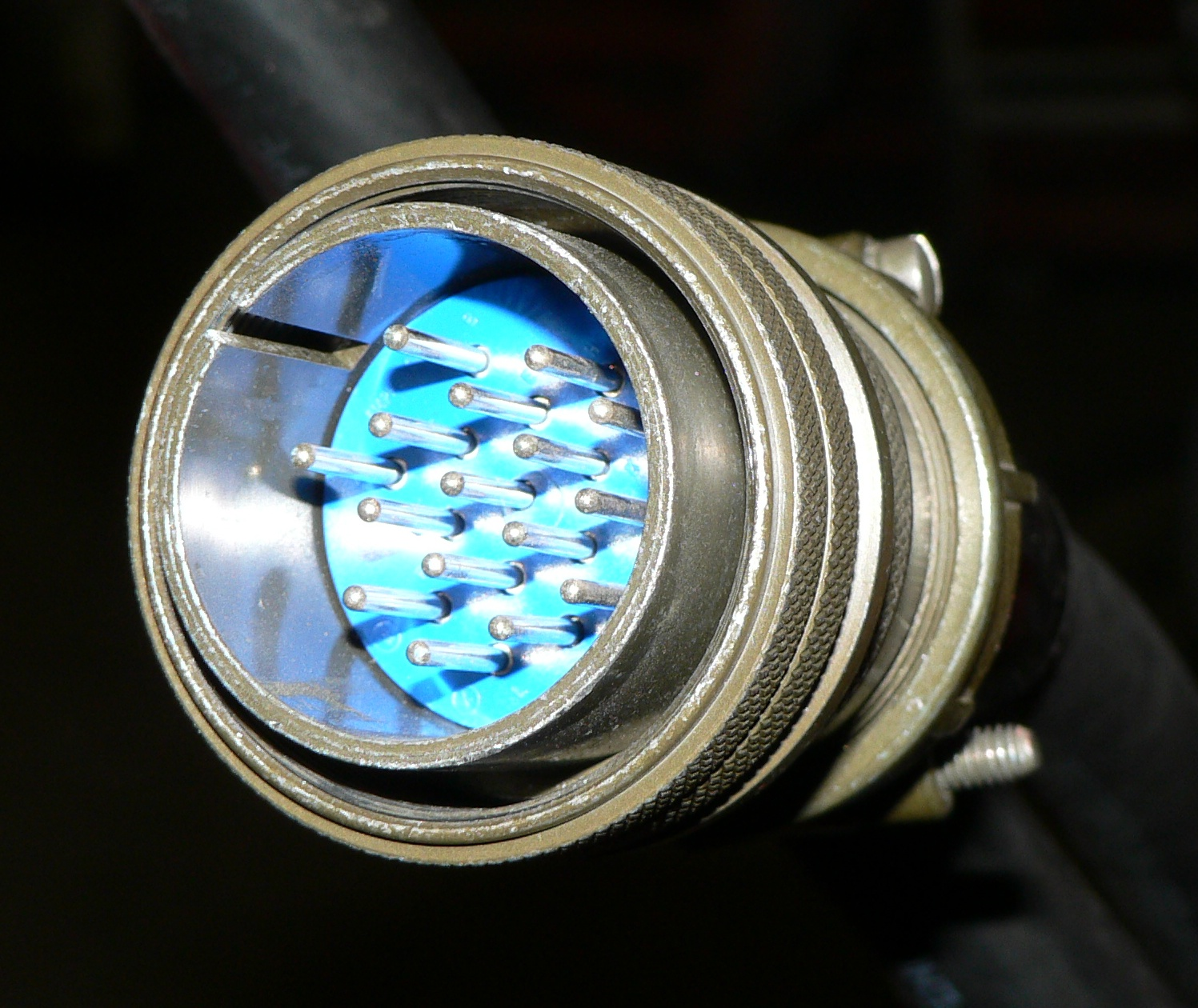
16-pin male Amphenol Conector eléctrico

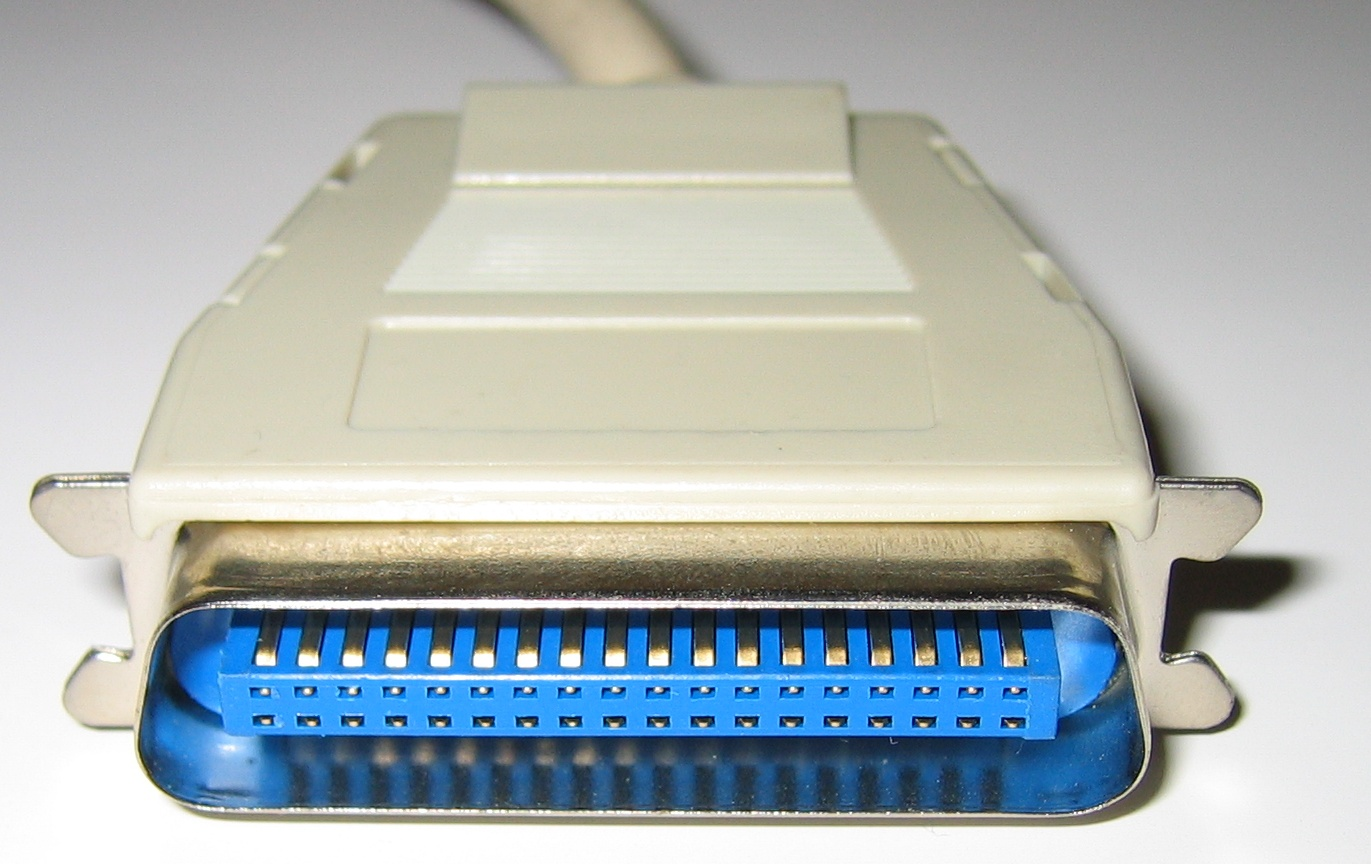
36-pin "Micro ribbon" connector. (Micro conectores para cables planos fue una invención de Amphenol, pero este ejemplo específico no fue fabricado por Amphenol

## Adquisiciones
En mayo de 2005, Amphenol adquirió SV Microondas. El 10 de octubre de 2005, Teradyne y Amphenol anunciaron que Amphenol adquiriría «Teradyne Connection Systems», por alrededor de USD $ 390 millones en efectivo. 
TCS, con sede en Nashua, New Hampshire, fabrica conectores electrónicos de alta densidad, backplanes completos, y los sistemas de envases; una línea de productos que complementa las líneas existentes de Amphenol.
En febrero de 2008, Amphenol adquirió SEFEE, un fabricante de electrónica francesa, al año siguiente en 2009 adquirió JAYBEAM Wireless. JAYBEAM Wireless se convirtió en JAYBEAM Amphenol y hoy en día Amphenol Antenna Solutions.
En octubre de 2012, Amphenol adquirió Tel-Ad electronics, un fabricante de electrónica israelí,la cual se convirtió en Amphenol-Tel-Ad.
A finales de septiembre de 2023 Amphenol adquirió Connor Manufacturing Services.

## Administración
El Presidente de la empresa Amphenol es el Dr. Martin Loeffler y el director en jefe es el Sr. R. Adam Norwitt

## Finanzas
Los ingresos de Amphenol en 2010 fueron $ 3,55 mil millones. 

## Comercialización
La compañía vende sus productos en los diversos mercados electrónicos, entre los que se mencionan: militares , aeroespacial, tecnología industrial, automotor, información, telefonía móvil, infraestructura inalámbrica, banda ancha, medicina y audio profesional.

## Operaciones fabriles y Sede principal
Las operaciones fabriles, se encuentra en más de 60 ubicaciones en todo el mundo. La compañía está incluida en el S & P MidCap 400.
La sede mundial de Amphenol se encuentra en Wallingford, Connecticut pero la mayor división de Amphenol: Amphenol Aerospace (anteriormente Bendix Corporation) esta en Sidney, Nueva York. Este es el lugar de nacimiento de la D38999 ,el famoso Conector cilíndrico. 

## Innovaciones
Los ingenieros de Amphenol también inventaron el conector de uso común: el conector BNC ("Bayonet Neill-Concelman").

## e-commerce
"Cables Amphenol on Demand", otra división de Amphenol lanzada en diciembre de 2006, se especializa en la distribución de cable estándar a través de su tienda e-commerce . 